# Megaphthalmoides
Megaphthalmoides är ett släkte av tvåvingar. Megaphthalmoides ingår i familjen kolvflugor.
Kladogram enligt Catalogue of Life och Dyntaxa:
| Megaphthalmoides | \| \| Megaphthalmoides japonicus \| \| \| \| \| \| Megaphthalmoides unilineata \| \| \| \| \| \| Megaphthalmoides unilineatus \| \| \| \| |
|                  | \| \| Megaphthalmoides japonicus \| \| \| \| \| \| Megaphthalmoides unilineata \| \| \| \| \| \| Megaphthalmoides unilineatus \| \| \| \| |
|                  | Megaphthalmoides japonicus |
|                  | |
|                  | Megaphthalmoides unilineata |
|                  | |
|                  | Megaphthalmoides unilineatus |
|                  | |